# Деца у холокаусту
Деца у холокаусту била су део ширег организованог злочина нацистичке Немачке у току Другог светског рата који се заснивао на потпуном и систематском физичком уништењу Јевреја, антисемитској легислатури, пропаганди, принудном раду и пљачкању јеврејске имовине, геноциду над различитим етничким и политичким групама и еутаназији деце са менталним или физичким недостацима (инвалидитетом). Процењује се да је током холокауста убијено 1,5 милиона деце, „нежељених” или „опасних" група у складу с нацистичким идеолошким ставовима, било као део „расне борбе" или као „превентивна мера” у циљу остварање чистоће нације. Нацисти су посебно, и највише у холокаусту убијали јеврејску децу, али си децу других етничких група — у Пољској, Совјетском Савезу, Југославији, ромску децу и децу са менталним или физичким недостацима, било које поробљене нације. Немци и њихови сарадници, попут Независне Државе Хрватске убијали су децу и због бројних идеолошких разлога, етничког чишћења и у одмаздама за стварне или наводне партизанске нападе.
За разлику од мале деце, која су највише страдала, неки јеврејски и нејеврејски адолесценти (од 13-18 година) имали су већу шансу за преживљавање, јер су се могли користити за принудни рад, и друге циљеве окупатора.

## О холокаусту и његовим последицама
Поуке холокауста као сингуларно најмонструознијег геноцидалног система уткане су у саме темеље послератног међународног поретка.

То је постало универзално правило свуда где преовладавају беле хришћанске културе. 
Двадесети век је конзервирао став о холокаусту, идеолошки га запечатио као апсолутно зло, „као број Звери и таквог га поспремио на полицу затворених тема”.

Весна Кнежевић, дописница  РТС из Беча
Холокауст је име за систематски државни прогон и геноцид над различитим етничким, верским и политичким групама људи током Другог светског рата од стране нацистичке Немачке и њених сарадника.
У ране примере холокауста укључују се погром током Кристалне ноћи и Еутаназијски програм Т-4, што се касније развило у употребу одреда смрти и концентрационих логора, као и масовне и централно организоване покушаје да се усмрти сваки могући припадник група на које су циљали нацисти.
Жртве обухватају и 1,5 милиона деце. Холокаустом је обухваћено око две трећине од девет милиона Јевреја који су раније живели у континенталној Европи.
Шира дефиниција холокауста обухвата нејеврејске жртве нацистичке кампање масовног убиства, на бази биолошких фактора, као што су нпр. Роми, Пољаци, чланови других словенских етничких група, и пацијенти Акције Т4 који су били ментално и физички онеспособљени.
Једна чак шира дефиниција обухвата Русе, ратне заробљенике, хомосексуалце, Јеховине сведоке, црнце, политичке опоненте нациста, и чланове других мањих група.

## Судбина деце у холокаусту
Судбина јеврејске и нејеврејске деце у холокаусту може се приказати на један од следећих пет начина:
1. деца убијена након што су стигла у центре за убијање (концентрационе логоре);
2. деца убијена одмах по рођењу у здравственим и другим установама;
3. деца рођена у гетима и логорима који су преживели јер су их затвореници скривали;
4. деца, најчешће преко 12 година, која су коришћена као радници и као предмети медицинских експеримената;
5. деца убијена током операција одмазде нпр. током антипартизанских операције (нпр. стрељање школске деце у Крагујевцу)

## Судбина деце у гету
У јеврејским гетима деца су највише умрирала због „политике занемаривања”;
- глади, због недостатка или недовољне количине хране,
- изложености хладноћи и другим неповољним климатским условима
- недостатка одговарајуће одеће
- недостака склоништа,
- телесних недосататака и хроничних болести и недостатка лечења,
- последица тешког и исцрљујућег рада („уништавања кроз рад").

Немачке власти су биле индиферентне према масовној смртности деце у гету, и то су образлагали тиме да је већина мале деце у гету непродуктивна и „бескорисни баласт", кога се треба ослободити. Наиме нацисти нису могли користити малу децу за принудни рад, а морали су их хранити, па су у том смислу из гета издвајали и углавном одабирали малу, старију болесну и инвалидну децу, за прве депортације у центре за убијање — као објекте масовног злочина.

## Судбина деце у логорима
Пацификација и експлоатација, два главна циља немачког окупатора, могла су да се остваре само оснивањем разгранатог и свеобухватног система принуде у новооснованим логорима уз велико ангажовање војних и полицијских снага. Овакав став окупатора наметнуо је дефинисање нове типологије заточеничких логора и одређивање њиховог места у целом немачком систему логора, како у самом Рајху тако и у окупираним земљама.
Концентрациони логори
Концентрациони логори (Konzentrationslager; скраћено KL или KZ) били су саставни елемент репресивног режима у нацистичкој Немачкој између 1933. и 1945. године, и били су логори смрти, јер су у њима логораши били изложени најзверскијим злостављањима, глади, тешким условима живота који су доводили до масовних појава заразних болести. Они који нису умрли од глади, исцрпљености и болести, били су највећим делом побијени на најстрашнији начин, на бројним за то посебно намењеним местима. У овим логорима Немачке власти, поред одраслих особа смештали су и велики број деце.
У логорима су СС лекари и медицински истраживачи користили децу, укључујући и близанце, за медицинске експерименте који су често резултовали смрћу деце.
Органи концентрационог логора распоређивали су адолесценте, нарочито јеврејске, на присилни рад у радном делу логора или на околним имањима, где су многи преминули због екстремно тешких услова рада.
Сабирни (транзитни) логори
Ови логори коришћени су за привремено интернирање Јевреја, Рома, и других нејеврејских народа одакле су касније одвођени у концентрационе логоре, односно логоре смрти. У сабирним логорима заточеници су били изложени зверским злостављањима. Било је и појединачних, али не и масовних убиства, која у сабирним логорима нису примењивана.
Међутиму због лоших услова живота и честих злостављања у сабирним логорима страдао је већи број логораша, не од пушчаног зрна или бајонета, већ од разних заразних болести, глади и исцрпљености.
Немачке власти су у ужасним условима држали у транзитним логорима јеврејску децу и нејеврејску сирочад чије су родитеље немачке војне и полицијске јединице убили у антипартизанским операцијама. Нека, од ових сирочади, привремено је држана у концентрационим логорима Лублин, Мајданек и другим.
Радни логори
У радним логорима заточеници су били изложени исцрпљујућем физичком раду, који је поред тешког гладовања, условио масовно умирање заточеника и у тим логорима. Нацисти су кроз принудни рад спроводили свесну политику „уништавања кроз рад”, по којој су одређене категорије затвореника буквално радиле до смрти. У тој политици затвореници логора били су приморани да раде под условима који би директно и намерно доводили до болести, повреда и смрти. На пример, у концентрационом логору у Маутхаузену, осуђени затвореници су били принуђени да начине 186 корака у каменолому носећи тешко камење.
Од оснивања првих нацистичких концентрационих логора и заточеничких објеката у зиму 1933. године, принудни рад - често је био бесмислен и понижавајући, и наметнут без одговарајуће заштитне опреме, одеће, исхране био је основни део понижавајућег и исцрпљујућег режима живота у концентрационим логорима.
Немачки државни и приватни предузетници су нпр. у гету у Лођу основали 96 погона и фабрика које су производеиле робу за немачке ратне циљеве. Пракса примарног рада ескалира се у пролеће 1942. године, након промена у администрацији концентрационих логора.
За Јевреје и њихову децу, способну за рад често је то значила потенцијал за преживљавање након што су нацисти почели да примењују „коначно решење", план за истребљење европског јевреја. Јевреји сматрани физичким неспособним да раде били су често први који су убијани или депортовани, укључујући и децу млађу од 13 година.

## Медицински експерименти са децом
У логорима су СС лекари и медицински истраживачи користили децу, укључујући и близанце, за медицинске експерименте који су често резултовали смрћу деце. Медицински експерименти са децом извођени су у различитим логорима, али посебно у Аушвицу, у коме је истраживањима руководио активно радио др Јозеф Менгеле, кога Лифтон описује као садистичког, емпатичног и изузетно антисемитског човека који је био убеђен да су Јевреји инфериорна и опасна раса коју треба да буде потпуно уништена..
За потребе експеримента Меднгеле је на више локација отворио вртић за јеврејску и ромску децу до 6 година старости. Када је посећиво децу представљао се се „ујак Менгеле”, који им нуди слаткише. Иако слаткоречив и љубазан, он је био лично одговоран за смрт већег броја деце, која су постала жртаве, смртоносних убризгавањa разних супстанци, упуцавања, премлаћивања и разних других болних експеримената.

Син Менгела, Ролф после рата изјавио је да се његов отац ни касније није покајао за учињене ратне злочине, а из мемоара бившег затвореника сазнајемо: 
Он је био у стању да буде тако љубазан према деци, да су она почела да га „воле”, јер име је доносио шећерлеме и бринуо и о малим детаљима њиховог свакодневног живота, како би уверио децу да га обожавају ... А онда би могао да стоји и пуши у крематоријум, знајући да ће сутра или у року од пола сата послати ту децу у смрт.
Посебно место у медицинским експериментима Менгела заузимали су експерименти са близанцима. Они су били подвргнути недељним проверама и сталном мерењу њихових физичких параметара. Експерименти које је Менгеле спровео над близанцима укључивали су између осталог: непотребну ампутацију удова, намерну инфекцију једног од близанаца тифусом или другим болестима, трансфузију крви са једног на другог близнака итд.
Део ове деце постале су жртава умирања током експеримената, док су друга деца (близанци) по завршеткау експеримената, обично убијени. Постоје записи, по којима је Менгеле лично убио четрнаест близанаца у једној ноћи убризгавањем хлороформа у срце.
Ако је један од близанаца умро од болести, Менгеле је убијао и другог, ради компаративне постхумне обдукције.
Менгеле је вршио експерименти и на очима, покушавајући да промене боју очију уношењем хемикалија у очи живих субјеката.
Менгеле је експерименте вршио и са трудним женама, пре него што их је послао у гасне коморе. Покушавао је да створи и сијамске близанце, међутим деца су умирала од гангрене након неколико дана невероватних патњи.